# Dietmar Brehmer (polityk)
Dietmar Artur Brehmer (ur. 1 lutego 1942) – niemiecki działacz regionalny i charytatywny związany z Górnym Śląskiem, wieloletni przewodniczący Niemieckiej Wspólnoty Roboczej „Pojednanie i Przyszłość”.

## Życiorys
Ukończył studia w Akademii Wychowania Fizycznego w Warszawie.
W wyborach w 1989 i 1991 bez powodzenia ubiegał się o mandat senatorski w województwie katowickim (w drugim przypadku uzyskał 130 tys. głosów i 10. miejsce wśród 22 kandydatów). Na początku lat 90. założył Niemiecką Wspólnotę Roboczą „Pojednanie i Przyszłość”, która ubiegała się o mandaty w wyborach samorządowych i parlamentarnych. W 2001 z jej ramienia (KWW Niemiecka Mniejszość Górnego Śląska) startował w wyborach do Sejmu. W 2004 znalazł się wśród założycieli Jedności Górnośląskiej, skupiającej m.in. Związek Górnośląski i Ruch Autonomii Śląska. W wyborach parlamentarnych w 2015 był liderem komitetu Zjednoczeni dla Śląska i kandydował z jego listy do Sejmu. W 2018 zasiadł w radzie politycznej Śląskiej Partii Regionalnej i kandydował z jej listy bez powodzenia do sejmiku śląskiego. W 2023 (już po wyrejestrowaniu partii, po którym jednak ugrupowanie nie zaprzestało działalności) zasiadł w zarządzie ŚPR.
Jest prezesem Górnośląskiego Towarzystwa Charytatywnego, a także wydawcą czasopisma „Hoffnung”.